# Pangullia faziana
Pangullia faziana är en nattsländeart som beskrevs av Navás 1934. Pangullia faziana ingår i släktet Pangullia och familjen Kokiriidae. Inga underarter finns listade i Catalogue of Life.